# 護くんに女神の祝福を!
『護くんに女神の祝福を!』（まもるくんにめがみのしゅくふくを）は、岩田洋季による日本のライトノベル。イラストは佐藤利幸が担当している。電撃文庫（メディアワークス→アスキー・メディアワークス）より2003年9月から2009年3月まで刊行された。また、メディアワークスのライトノベル専門雑誌『電撃hp』において時折、特集の形で番外編の短編小説が掲載された。
メディアミックスとして、コミカライズが『電撃hp』および『電撃「マ）王』にて連載。それぞれに作画者・連載期間が違い、内容に差異があるため、当記事においては前者を「hp版」後者を「マ王版」として表記する。2006年10月から2007年3月までWOWOWにてテレビアニメが放送された。

## あらすじ
近年に発見された大気中を漂う新物質ビアトリス。人間の思考・意志に感応・反応して変化し、あらゆることを可能にするそれは、その性質より「奇跡の物質」「現代に蘇った魔法」とすら呼ばれる未知にして世界中から注目される新物質であった。
それを理解し、操り、知り抜くすべを教える日本で唯一の高校が、東京ビアトリス総合大学附属高等学校（東ビ大附属）である。そこではビアトリスに対する適応能力を持つ若人たちが自らも優秀なビアトリス使いとなるために日々勉学と研究、さらには忙しい日々を癒してくれる騒々しい青春に明け暮れている。
幼い頃にトンネル崩落事故に巻き込まれた少年吉村護は、その現場である人物の起こした「ビアトリスの奇跡」によって助け出される。そしてこの出来事から護はビアトリスとその使役者であるビアトリス使いに深い深い憧れを抱くようになった。そして、高校1年の2学期。護はビアトリスの適性検査をクリアし、東ビ大附属へと転入する事になる。
転入初日。護は学校の昇降口の前に佇む美少女と出会う。少女は昇降口前の桜の木にいきなり満開の花を咲かせた。見とれる護に少女は何の用かと冷ややかな表情と声を向ける。一瞬だけ戸惑う護だったが、常に困ったときはまず笑えと育てられていたため、この時も普段と同じように教えどおりに少女に笑みを投げかけた。
これが運命の始まりだった。護が笑みを向けた少女の名は鷹栖絢子。高校2年生にして〈魔女ベアトリーチェ〉、〈ビアトリスの死天使〉の別名で呼ばれる世界で3指に入る天才ビアトリス使い。彼女は護が東ビ大附属へとやってきたその日の昼休み、（汐音に煽られて）彼が転入した教室へと乱入して顔を真っ赤にしながら、脅し半分で大告白を敢行してしまった。
かくして、相思相愛でありながら、その強大な力を持つがゆえに放っておかれることの無い2人の愛と試練の物語が始まるのである。

## 登場人物
以下、本節内での巻数の記述は、特に断りのない場合は小説本編の巻数を指す。
吉村護（よしむら まもる）
声 - 木村亜希子
本作の主人公。東ビ大附属基礎2科の1年生。生徒会治安部長補佐、6巻途中から生徒会副会長となり、7巻からは2年情報科に所属。7歳の時に見たビアトリスの奇跡に憧れ、この学校に転入。転校初日に絢子に告白される。転入時におけるビアトリス適性検査では東ビ大附属において汐音の記録と並んで歴代7位の素養を持つ。
心優しく、芯は強く、無敵の癒し系スマイルを持つ男の子（アニメでは吠えて威嚇していた犬を一瞬で懐かせた）。この世の誰よりも絢子が大好きで、時に皆から恐れられる絢子の事をほぼ唯一「かわいい人」だと言い切れる強心臓の持ち主。
初めてビアトリスの奇跡に触れた際にビアトリス使いの青年「マサキ」と、その連れである一歳年上の少女「アヤ」に出会っているのだが、現場が暗闇であったことと事故のショックそして時の経過のためかその記憶はとても曖昧になっている。護が絢子と共にある時、時折、その記憶に基づく既視感がよぎる事がある。9巻にて絢子の叔父である正樹と出会い、その出来事の概略を思い出し、既視感の正体にも気付くこととなった。また、その再会がきっかけとなりエメレンツィアでさえ驚くほどのビアトリス制御能力を開花させている。なお、これに関してガートルード・マクヴリーズからは、この世で最もビアトリスに愛された存在だと評価された。
彼が「大した事は無い」と考えていることは、必ず後々にとんでもない騒動の遠因となっている。
アニメでは小説版で顕著な能力的・精神的な成長や心の強さが薄められ、気の弱い面が強調されている。
鷹栖絢子（たかす あやこ）
声 - 高橋美佳子
本作のヒロイン。東ビ大附属戦術科の2年生。生徒会治安部長、7巻からは戦術科の3年生。世界で3指に入るビアトリスの使い手。規格外までに卓越したビアトリス使役能力を持ち<魔女ベアトリーチェ>、<ビアトリスの死天使>などの異名をとる。その強烈な能力のために彼女には主に怒りや羞恥などにおける感情の高ぶりを原因とした様々な破壊がついて回るため、ある種の破壊魔的な側面も持つ。
絢子の学内での破壊活動は、実質的には生徒会メンバーによる過剰かつ悪質なちょっかいと煽りが原因の大半を占めている。
元々は凄烈なクール・ビューティーだったのが護の笑顔に撃沈し、その後は護に夢中になっていくことに。護の事が誰よりも大好きで恋人同士となってからは加速度的に熱愛カップル化。護にはとことん甘く弱く暴力を奮うなどもっての外だが、他者にはどこまでも激しい一撃を容赦なく加えてしまう超ツンデレ娘でアニメ版の公式サイトなどでは彼女のこうした態度を「メガデレ」と称している。こうした事象について番外編においては作者の手により普段はSだが護に対してのみMだ、などと注釈されている。
可愛がってくれた祖父や叔父を心から慕っているが、一方でビアトリスの力を嫌っている両親とは折り合いが悪く、現在は祖父から贈られた使用人つきの屋敷に一人で暮らしている。
絢子はもともとそのビアトリス制御能力の高さから各国のビアトリス関連機関から命を狙われる存在だが、摩耶の一存による半ば強制的な生徒会参加後は校内外の生徒のトラブルや東ビ大研究室絡みの事件を原因とする多くの犯罪者等にも狙われることとなる。この件では原因である摩耶を恨んでいる。
摩耶からすれば、家族との不仲を気に病む暇をなくしてやろうと気遣いからの行為だが、一面しっかり成績の上乗せ、大学レベルのビアトリス研究に触れる機会を得る等の実利も計算に入っている。
短気で粗暴な反面、編み物に料理もこなす女らしい一面も持つ。かなり純情な乙女。
なお、酒には相当弱く5巻ではスクリュー・ドライバー一杯で昏倒し、目を覚ました後も酔いによって理性が吹き飛び、場所もわきまえずに護に甘えまくりキスをねだるという酒癖の悪さが露呈している。
吉村逸美（よしむら いつみ）
声 - 清水愛
護の妹で好奇心旺盛な中学2年生、7巻からは中学3年生。頼みもしないのに、兄に恋愛のアドバイスなどを与えてみたりする。絢子のことが護の妹としてとても大好き。料理とバスケが得意。実は結構なブラコン（アニメではよりその傾向が強い）。
菊川宗司（きくかわ そうし）
声 - 楠大典
絢子が登下校時に乗るベンツを運転する絢子の祖父・鷹栖尚幸の秘書の一人。妻子持ちで子供は娘が一人いる。年齢は30代前半と見られる。職務には忠実だが、時に悪ノリが過ぎることがあり、時々絢子に叱られる。
絢子の事を彼女が小学2年生の頃から見守り続けており、それはもはや父親にも似た愛情となっている。絢子と彼女の実父との仲が完全に決裂してからは、尚幸から直々に頼まれて常に彼女の面倒を見続けている。また、その礼として尚幸からは「絢子が20歳で一人立ちした暁には政界に出し、そのときには最大限のバックアップをする」との確約がされている。菊川自身が、その時にそれを望むかどうかは、未知数である。
かつてはかなり「血気盛ん」だったらしく、改造車で国道を大爆走していたという過去がある。そういう意味では菊川も絢子も「力ゆえの孤独を抱え、居場所を見出せなかった似たもの同士」である可能性が高く、菊川が絢子の側に居続ける理由も、そこにある可能性が高い。

### 生徒会の面々
周藤摩耶（すどう まや）
声 - 小野大輔
東ビ大附属情報科の3年生で生徒会長、7巻以降は東ビ大の大学生。基本的には冷静で優しく頼れる人物なのだが非常に調子に乗りやすく、とかく状況をまぜっかえして楽しむという悪癖の持ち主。絢子と護の一番の理解者なのだが、生来の悪癖と手口の悪質さから絢子の怒りを買う事も多く、1巻で護の重症を治療した時以降は荒事に際しなかなか役に立っていない。
絢子が1年時の文化祭では持ち前の悪癖により絢子を激怒させ、全治2ヶ月の大怪我をしている。
この欠点はヨハンが絢子に目を付けしつこく求愛するようになった元凶であり、摩耶本人もかなり気に病んだようだがこれ以降も同様に調子に乗って暴走しては絢子や護を怪我させたり危機に追い込んだりしている。
アニメではヨハンと絢子の決闘の件が原因で「自分には絢子の横に立つ資格がない」と考えながら絢子への思いを引きずっていた。
幼い頃から絢子の事を好きでいたが、その自覚が乏しかった。護が転校してきて2人が付き合うようになって初めて自らの気持ちに気付くことになる。と同時に、その気持ちを秘して護たちの理解者として振舞うようになった。東ビ大附属卒業直前に護にその事を告白し絢子の今後を託した。
摩耶の絢子への想いには絢子の強さや自身に心酔し己の姿を重ねる憧れ的な色合いが強い。
告白後は同学年であった明日香と付き合っているようだが、絢子への恋心は吹っ切れていない模様であり、吹っ切ろうとしているようにも見受けられない。友人関係とも見て取れる。
ヨハンと絢子の決闘時からヨハンに対して根深い恐怖心を抱いていたが、最終12巻時でのエメレンツィアとヨハンの対決中不意をついてヨハンに傷を付けたことで幾分克服することができた。
周藤汐音（すどう しおね）
声 - 能登麻美子
絢子のクラスメート。生徒副会長、6巻途中からは生徒会長。摩耶の妹。ロールパンのお化けの如き縦カールから始まり、電飾着物など奇抜なファッションセンスを有し本気で美しいと思っており、彼女が「普通の格好（姫カット）」をすると、周囲のビアトリスが混乱して甚大な物的被害が発生する。
絢子とは本人曰く「永遠のライバル」だが、実際は能力的な開きがあまりにも大きすぎるため、汐音が一方的に絢子に噛み付いているに過ぎない。普段の絢子とのいがみ合いによる発言等はお互いに根に持っているようである。
いささか悪ふざけが過ぎるものの、絢子のことを親友らしく心配する一面を見せたりもする。
兄の摩耶同様、絢子の力には心酔し魅せられているような面がうかがえるが、摩耶に比べれば絢子のおかれている状況を軽く見ていて認識が甘い。
汐音自身の絢子との力量差に関しても同様に認識が甘く、300戦全敗にもかかわらず絢子に無駄な挑戦をし続ける。
かなりのお兄ちゃんっ娘で、小さい頃は手を繋がないと眠れないと言って摩耶に泣きついていた。スキー旅行の際には、小学4年生になってもおねしょをしていたことを危うく絢子にばらされかけた。
そのため摩耶が東ビ大付属を卒業し、独立して生活をすることになった際に非常に落ち込み、卒業式の予行では泣き出してしまうという、兄想いの一面も持つ。しかし、護の励ましもあり、この件を乗り越えて生徒会長としての自覚が生まれた。
丸山友香（まるやま ゆうか）
声 - こやまきみこ
東ビ大附属資源科の3年生。アニメ版では生徒会美化委員。背がとても低く、非常に気が弱い。その気の弱さからアストラル・ファイア強奪事件の起因となってしまう。どこかオドオドしたところもあり、生徒会の面々にはバレていた。
バレンタインデーに同じ3年資源科の男子生徒に告白し、恋人同士になった模様。
藤田美月（ふじた みつき）
声 - 千葉紗子
護のクラスメート、7巻からは医療科の2年生。いつもニコニコしていて変わらないマイペースな性格である。カメラを肌身離さず持っている。アニメ版では生徒会広報。
また、どこでもかしこでも撮影した写真を売りさばいていたりと、商人魂も持ち合わせている。アニメ版では絢子の盗撮写真を売りさばいたりするなど腹黒になっているが、転校直後の護やアド・アストラを気に掛けたりと、実際は仲間想いで思いやりがある。アド・アストラを「アドちゃん」と呼ぶ。
スキー旅行のときには酔って護や絢子にキスを連発していた。自宅に多数のペットを飼っている模様。
長谷杏奈（はせ あんな）
声 - 猪口有佳
東ビ大附属制御術科の2年生、7巻からは制御術科の3年生。演劇部に所属。アニメ版では生徒会書記。泣きぼくろにセミロングの快活な女生徒。アニメ版では生徒会で一番の常識人だが、それ故に地味と位置づけられている。美月と仲がいい。やや男っぽい言葉遣いをする。
竜照の姉で、数多い弟妹を支える家族思いの少女でもあり、そのために真っ赤な家計を支えるために学校・部活・生徒会の後、さらにバイトに明け暮れる苦労人でもある。そのため金や物が絡むと一際執念を燃やす。一方で自身が家族のために、その苦労を楽しむ方向に思考を持っていっているようで、故にソフトMの嗜好に目覚めつつある可能性がある。S気質の瑤子と気が合っており、かなり腹黒の傾向も目立つ。
長谷竜照（はせ りゅうしょう）
7巻から登場する東ビ大附属基礎5科の1年生で生徒会役員補佐。杏奈の弟で同様に泣きぼくろがある。かつて瑤子に恋していたようだが、現在はエメレンツィアに好意を寄せており、杏奈と瑤子にはからかわれっぱなし。
ピアノの腕は専門家を志せるほど。エメレンツィアが感激するなどなかなかの腕で、「将来のため」とビアトリスの道を歩む選択をするも本人はあまり乗り気でなかったようだが、エメレンツィアへ好意を抱いたのをきっかけに、しっかりと学び、強くなる決心をした。
新世代の生徒会としては、ほぼ唯一と言っていい「良心の代表者」で、護がピンチに陥ったときは（出来る範囲ではあるが）味方してくれる。生徒会の皆にからかわれる護と絢子の姿が、瑤子と杏奈にイビり倒される自分の姿とかぶるだけに、お互い他人事と思えないからである。
桐島瑤子（きりしま ようこ）
声 - 大浦冬華
東ビ大附属医療科の2年生、7巻からは医療科の3年生。演劇部に所属。アニメ版では生徒会会計。しゃべり方が紋切り型の男性口調で特徴的。杏奈とは古くからの付き合いらしく、かなり腹黒。S気質もあり、いつも杏奈と共に竜照をイジり倒していたらしい。
八木浩介（やぎ こうすけ）
声 - 大畑伸太郎
杏奈のクラスメート。体がとても大きい。アニメ版では生徒会執行委員で微妙な英単語が口癖。冗談か本気かは判別しづらいところがあるが、同性愛を匂わせる発言が目立つ。
柿崎由良理（かきざき ゆらり）
7巻から登場する東ビ大附属応用科の1年生。ビアトリス感応適正では東ビ大入試における歴代2位（絢子の次なので実質トップ・摩耶と同レベルのビアトリス制御能力を身に付けた上での受験なので予備知識ゼロで受験した者とは一概に比較できない）の成績を誇る絢爛世代のトップにして代表者。入学式での絢子の態度に憤りを感じ、自らの絶対性を信じて他の1年生と共に生徒会と戦争をするがあっさり敗北。その後、自らの理想を体現したが如き姿を持つ絢子に惚れ、護の勧めで生徒会役員補佐となる。それ以来護を目の敵にしていたのだが、誘拐事件に巻き込まれた際に開花した護のビアトリス制御を目の当たりにしたり、1対1による決闘を経て和解に至る。かなり思い込みが激しい。
実はドイツへの留学経験があり、その際に鷹栖正樹よりビアトリス制御の指南を受けている。
力量的には絢子、エメレンツィア、護を除けば生徒会一かもしれない。
樫本希実子（かしもと きみこ）
7巻から登場する東ビ大附属基礎2科の1年生。権力を欲する野心家の腹黒娘。東ビ大附属史上最強のドSとも呼ばれる少女。生徒会長の座を狙って由良理と手を組んで戦い、敗北後は方針を転換し生徒会役員補佐となる。僅かながら、護に好意を寄せているが、本人は意地になり完全否定している。ある一件でこれが発覚したときは、パニックになり学校中を巻き込んだ大騒ぎを起こした。また、<銀のマリア>ガートルード・マクヴリーズとは個人的な知り合いで、彼女からホラクル、リップ･サーヴィスなどの幾つかのビアトリス機器を託されている。
ビアトリスに対して感応する才能は多大だが、制御能力が皆無。そのため幼少期にビアトリス制御を暴走させ、その手で両親を死に追いやった過去を持つ。このために強くビアトリスを憎み、信用できないものと捉えている。
Emelenzia Beatrix Rudiger（エメレンツィア＝ベアトリクス・リューディガー）
声 - 真田アサミ
別名<魔王の剣>もしくは<凍れる魔女ベアトリクス>。
ヨハン来日の布石としてドイツのアルデマール大学から東ビ大付属にやってきた交換留学生。1年応用科に編入後、2年からは護と同じクラスに在籍。ヨハンの義妹で義兄の絶対性に心酔している。
幼い頃に飛行機事故に遭い、実の両親を失うと同時に、それ以前の記憶が欠落している。ヨハンと出会う前は、養護施設に入れられている孤児であった。なお、ヨハンの妹としてリューディガー家に入る以前の旧姓は「カーフェン」。ビアトリス制御の才能をヨハンに見出されてリューディガ家に養女として入る際、ミドルネームに幼くして死亡したヨハンの実妹の名前の「ベアトリクス」を与えられている。
当初は義兄の命で絢子と護にちょっかいを出し続けてきたが、それを繰り返すうちに護の優しさに触れて、護の事が好きになってしまう。
ヨハンの初来日以降、護にビアトリス制御を指南することになる。絢子よりは「先生として優秀」。
東ビ大附属内の一部では「エーちゃん」の愛称で呼ばれている（ファンクラブも設立されている。初代会長は護のクラスメートである渡辺）。7巻からは生徒会に入り治安部員となる。東ビ大附属で過ごすうちに、氷の修羅のような殺伐とした性格が丸くなって、普通の少女のように笑うことも多くなった。それと同時に、とてつもない勘違い&ドジっ娘である事も判明してしまう。
ビアトリス使いとしては絢子いわく「全ヨーロッパでも十指に入るかもしれない」凄腕。特に近接戦闘に優れ、しかも打たれ強い。近接による強度の激痛を伴う打撃にも耐え切れる事から、作者からはM疑惑が注釈されている。
なお、当作キャラクターの中で最も名前を間違えられやすいキャラクター。いわゆるファンタジー世界でおなじみの用語である「エレメント」と語感が似ているため、本来「エメレンツィア」であるところを「エレメンツィア」と間違えられる。アニメ化の際に行われた役柄決定のオーディションでは、エメレンツィア役志望声優の20〜25%が同様の間違いを犯し、実際に役を射止めた真田アサミも名前を噛んでしまったと公式ウェブラジオ上で告白した。

### エメレンツィア関係者
Johan Deiter Rudiger（ヨハン・ディーター・リューディガー）
声 - 子安武人
別名<プロイセンの魔王>。
自らの研究である「原初への帰還」を完成させるために絢子を必要とし、護から奪うためにドイツからやってきたビアトリス研究者。先天的な才能は絢子が世界一だが、絢子と引き分ける実力を持ち絢子やガーティをしのぐ最強の使い手で世界で3指に入るビアトリス使い。護と出会う以前の絢子のように自らの絶対性を過信しており、他者に対して睥睨した態度をとり敵対する者は徹底的にいたぶり叩き潰す「絶対王者」のような男だが、義妹であるエメレンツィアに対する信頼や愛情はある。世のビアトリスはすべて彼の前にひれ伏すとも言われ、絢子もまた自らのビアトリスを共鳴させられて、心を乱されることとなる。
冷静沈着に見える一方で、短編では義妹がとある出来事からコギャルファッションをし、英国の新聞にも載っているのを見たときは「可愛い義妹がなぜこんな姿に」と非常に心を乱し、護に対して八つ当たりで怒り狂っていた。
12巻ではビアトリスに対する考え方の相違から、絢子をめぐる恋のライバルとしての最後の意地から破壊されたアド・アストラ＝ビアトリスの意思に守られた護と決闘することとなる。
小笠原ジロー
声 - 前田俊文
来日すぐのエメレンツィアにちょっかいを出してノされた後、その強さに感服してほぼ勝手に彼女の舎弟となったチンピラ。エメレンツィアを「姐御」と慕い、舎弟として彼女の意に沿うよう行動する青年。
一方で絢子に対しては、かつて銀行強盗を邪魔された逆恨みから、復讐心を燃やしていた。そのため、当初のエメレンツィアによる絢子襲撃計画に、意欲を持って参加している。しかし、それでさらに痛い目を見た上、エメレンツィアと共に絢子の真の凄まじさに触れた事に端を発して、もはや復讐心などカケラも失せてしまい、ただ絢子を怖れまくっている。
舎弟とはいえ、一応エメレンツィアよりも年上であるため、彼女が迷いを見せるときには、その立場から思わぬ助言をする事もある。
3人兄弟の次男で、番外編3巻で初めて苗字が「小笠原」である事が明かされた。
小笠原サブロー
声 - 北沢力
ジローの弟。兄と共に同様の経緯を辿り、エメレンツィアの舎弟2号となった男。同様の経緯で絢子に怖れを抱いている。エメレンツィアに対しては、舎弟としての尊敬と、届くことの無いかすかな恋心を抱いている。
小笠原イチロー
ジローサブロー兄弟の兄。かつて絢子が阻止した銀行強盗の主犯。エメレンツィアのおかげで兄弟が更生できたことを心から喜んだ。しかし、絢子への逆恨みは変わらず、とんでもない騒動を巻き起こし、絢子に返り討ちに遭った。その際に自分も弟たちと同じようにきちんと更生する事を誓うことになる。

### 鷹栖家
鷹栖尚幸（たかす なおゆき）
声 - 若本規夫
絢子の祖父。元・内閣総理大臣で現在も様々な政治的駆け引きのために世界中を飛び回っている。非常に豪快な性格でトラブルを呼び込む才能に長ける（自分自身の茶目っ気から、トラブルを自ら起こすことさえ日常茶飯事）。バレンタイン・キラー事件の際には自らの持つポテンシャルを大いに活かしきり、東ビ大付属を恐怖のどん底に陥れた。
絢子を溺愛していて、絢子自身も尚幸の前では赤子同然になってしまう。
鷹栖正樹（たかす まさき）
声 - 安元洋貴
絢子の叔父でビアトリス研究の第一人者。かつて幼い絢子を連れて、世界中を旅していた。現在はドイツのアルデマール大学にてヨハンと共に「ビアトリスの意志」と「その発生」を探る研究プロジェクト「原初への帰還」を発案し、その実行を進行させている。
護の記憶にある「あの人」の正体。幼い護を事故から救い、ビアトリスの奇跡を教えた張本人で、護にとっては最大の憧れの人。
現代において最もビアトリスの真実に近づいているとされるビアトリス研究者。一方で尚幸や絢子と同様、鷹栖の血筋をバックボーンとした無駄な自信過剰が見られ、ヨハンらと同様に自らの絶対性を信じて疑っていない。そのため、自らの研究がもたらすものについての弊害やそれに伴う他者の感情などを省みる事が無いため、<銀のマリア>ガートルード・マクヴリーズに警戒されている。
鷹栖宏隆（たかす ひろたか）
正樹の兄であり絢子の父親。官僚としてはエリートとして将来を嘱望され後に代議士に転進する人物だが、一方で自らの理解を超えるモノを受け入れられず、また、それを理解できる優秀な存在を激しく憎む男。しかも絢子に似た美丈夫。ビアトリスに関しては、若い頃の正樹のイタズラがトラウマとなって特に激しく憎んでおり、故に優秀なビアトリス使いである絢子の事を、実の娘にもかかわらず「バケモノ」呼ばわりしている。そのため絢子とは折り合いが悪く、絢子自身は「あの人」呼ばわりで名前を呼ぼうともしない。
鷹栖奈緒子（たかす なおこ）
絢子の母親。絢子を我が娘として愛したいのだが、その娘を憎む自らの夫・宏隆もそれ以上に愛しているために、双方の板挟みになってしまっている女性。そして理性下の選択として宏隆の方を選び、本能で絢子の能力に怯えているために双方の溝はあまりに深く、これが埋まるきっかけすらも壊してしまった。

### その他
茜明日香（あかね あすか）
声 - 小菅真美
東ビ大附属錬金科の3年生で演劇部の部長、7巻からは親族が主催する劇団の研修生。ビアトリス制御の才能を持つがゆえに東ビ大付属に入学したが、在学中に演劇こそが自らの本当の夢である事に気付いてしまい、その進路と夢を追う事で執り行われる罰則について悩む事になる。しかし、護と絢子の説得により東ビ大への進学を辞めることを決意する。
7巻からは摩耶と友人としての親密な交流が始まる。絢子の記憶消去に対する防護は成功した。
ガートルード・マクヴリーズ
声 - 生天目仁美
アメリカ在住の世界で3指に入るビアトリスの使い手であり、現・米国大統領補佐官。別名<銀のマリア>。愛称はガーティ。公式な場ではお堅く取り澄ましているように見えるが、実は非常にファンキーでフランクな性格。傍目では二十代くらいに見えるが、実際はビアトリス制御によって身体の外見年齢を調整しており、幼女から老婆まで体の変質が可能。その正体はビアトリスを発見した生物学者<原初の魔女>「ベアトリーチェ・アリギエーリ」である。希実子の母親が彼女の家政婦だった。
ビアトリスが人間にもたらす力の「負の結果」について絶えず心を痛めており、自らの責任においてその事態をなんとかしたいと願っているようである。その究極的な手段としてビアトリスのこの世界からの完全消滅をも辞さず、そのための研究も行っている。鷹栖正樹やヨハンの研究である「原初への帰還」を非常に危険な研究であると考えている。
アニメ版では我孫子を手下としており、絢子を監視させている。彼のことを「ツネちゃま」と呼ぶ。
アニメ版では世界最強のビアトリス使いである。
李海狼（イ ヘラン）
ガートルードの私兵。20代半ばの端正な顔立ちの男。鷹栖尚幸に奪われたビアトリス機器《イメージズ＆ワーズ》を取り返すために来日し、その争奪戦の中で護と戦う。その際の護の言葉に感銘を受け、以降は護のことを高く評価している。ビアトリス制御はそれほど得意ではなく、主に銃と体術で戦う。
氷雪（ひょうせつ）
ガートルードの私兵。《イメージズ＆ワーズ》奪還のために海狼と共に来日。年齢は20歳ほどで普段はお嬢様のように上品な外見と物腰を装っているが、その本性は攻撃的でドS。怒ると言葉遣いが汚くなる。ビアトリス制御においては現在のガートルードの私兵の中では随一で、その名の通り氷を使った戦い方をする。《ブリザード・メイデン》という異名があり、かつて戦ったことがあるエメレンツィアからはそう呼ばれている。
ヴァーサス・ターミナス
《終点との対峙》という意味の名を持つビアトリス使い。顔や腕など全身に無数の傷跡が刻まれている大男で、その肉体は鍛え上げられ非常に強靭。ビアトリス制御は戦闘に特化しており、ヨハンが世界有数のビアトリス使いの一人として名を挙げるほどの強者。一時期はガートルードの私兵だったが現在は彼女たちが”彼”と呼ぶ人物に仕えており、《ホラクル》というビアトリス機器を探している。
吉村静恵（よしむら しずえ）
声 - 小林美佐
護の母。護の無敵スマイルの源流。穏やかで結構要領はいいが、ノリやすい。
東ビ大付属文化祭を訪れた際にミスコンに応募して8位入賞。
アニメでは護の事を「マモルン」と呼ぶ。パンツを洗濯するのが好き。
渡辺隆行（わたなべ たかゆき）
声 - 立花慎之介
護のクラスメート。1年の時は基礎2科、2年では情報科と、護と同じクラスとなった。ある意味で護の親友たる事のできる普通の東ビ大付属生。「エーちゃんファンクラブ」発起人であり初代会長。2年となってからは同団体の名誉会長として権勢を振るう。時折、その立場から護にクギを刺したり誤解から逆恨みしたりする事もある。
我孫子恒夫（あびこ つねお）
声 - 木村拓
アニメ版オリジナルキャラクター。本人非公認の絢子ファンクラブ代表であり、絢子のストーカー。護を目の敵にしている。自称「ビアトリスの貴公子」。口調は「ぬふっ」という言葉や語尾に「……ですか〜」をつけるのが特徴。第18話にて「銀のマリア」ガートルード・マクヴリーズの手下として絢子の監視役をしている事が判明する。本人曰く「鏡に映った自分も見えない」ほど近視らしく瓶底と言えるくらい分厚いメガネをかけている。しかしそのメガネの下に潜む目を見た女性を虜にできるというビアトリス能力を備えている。その威力は銀のマリアさえも恐れるらしく生徒会の面々を悶死させた。効力があるのは女性限定のため男には効果がないのだが、女であれば植物にさえも虜にできる。
一見して、かなり浮いている。DVDの特典CDでは元々は銀のマリアのストーカーであったことが判明している。

## 用語解説
ビアトリス
作品世界上の「現在」から30年近く前にイタリアの生物学者ベアトリーチェ・アリギエーリによって発見された、人間の思考・意志に感応・反応して変化する特殊物質。大気上に数多く分布し、これに感応できる人間をビアトリス使いと呼び、この物質の性質を利用した機械器具をビアトリス機器と呼ぶ。名称の「ビアトリス」は発見者である「ベアトリーチェ（Beatrice）」の英語読み。
この作品世界内においてビアトリスの扱いは政治・軍事上において多大なる最重要課題となっており、どの国も優れたビアトリス使いを養成および引き抜く事やより強力なビアトリス機器の開発などに必死になっている。また、そのために優れたビアトリス使いはVIP扱いでありながらも一方で様々な機密に触れる要注意人物となっている。
なお絢子の二つ名である<魔女ベアトリーチェ>は、ビアトリス発見者ベアトリーチェ・アリギエーリからとられているもので「発見者並みにビアトリスを知り抜き操る者」の意味を持つ。
東京ビアトリス総合大学附属高等学校
略称・東ビ大附属。日本で唯一のビアトリス使い養成のための国立大学である東京ビアトリス総合大学の付属高校。JBAが主催するビアトリス感応適性検査「BCMAテスト」にてビアトリス適性が認められた者のみが入学・転入できる。所在地は神奈川県下。テレビアニメ版では東京湾上の人工島にあり、道路とモノレールによって東京湾アクアライン（少なくとも川崎市側）と接続している。
ビアトリスに関する最先端の学問を学べる一方で、上位学校である東京ビアトリス総合大学への進学が強制的に決定され、将来はビアトリス研究者もしくはビアトリスを利用した国家機関職員としての道を強制されるため、それ以外の進路を選ぶことが出来ない。
それ以外の進路を選んだ場合（卒業後の一般社会就職もしくは学校退学）は在籍中に習ったビアトリスに関する記憶を消去され、長期に渡り国家機関の監視下での生活を強いられ、一部の基本的人権およびそれに伴う行動に制限がかけられる（ビアトリス学は国家機密レベルの内容も多く含むため）。しかし記憶消去はビアトリス制御の中でも困難なものであり、実際には高校時代に過ごした思い出のほぼ全てを失う結果となる。
実は絢子の海外への頭脳流出を恐れた日本政府が、中学時代の彼女の要望に応じて設立した学校である。
学科は1年生の中でもビアトリスに触れたばかりで基礎中の基礎を学ばねばならない者が「基礎科」に、それ以外のビアトリスに関してある程度の知識を持ち早くに制御可能となりうる者が「応用科」に配属される。その後の進級において生徒個人の希望や適性で進路を判別され専門各科に篩い分けされる。
このような特別な学校ではあり設立当初は固い校風だったが、現在は周藤摩耶の尽力もあって「高校生活を楽しいものに」といった空気は一般の高校と同等以上に強い。
東ビ大附属生徒会
東京ビアトリス総合大学附属高等学校の生徒会。その実態は「生徒会長と愉快な仲間たち」であり、面白いことを見つけたら皆でからかおうというモットー（本文中では掟とされる）を持つ。このモットーの一番の犠牲者は護と絢子。
ただし一方でそれなりに真面目な活動を行っており、設立当初は校則でがんじがらめであった東ビ大付属を、より自由な校風に改革していったり、生徒のよりよい学園生活のために様々な企画を実行したり、風紀強化のための持ち物検査の実行など学園生活にある程度必要な事も主催している。ただし、そのほとんどが二代目生徒会長である周藤摩耶による教員たちとの話し合いによる「穏やかな改革」の賜物である。
作中にて語られる役職は以下の通り。
- 生徒会長 - 周藤摩耶（2代目）→周藤汐音（3代目）
- 生徒会副会長 - 周藤摩耶（初代）→周藤汐音（2代目）→吉村護（3代目）
- 生徒会治安部長 - 鷹栖絢子（初代。2代目会長・周藤摩耶による新役職）

絢爛世代（けんらんせだい）
護の一歳下の世代（7巻で東ビ大付属に入学してきた1年生たち）のこと。ビアトリス感応の適正能力がケタ違いに高い数値を示す者が数多く輩出された為、このように呼ばれる。
凄まじいまでのビアトリス使いとしての才能を持つ一方で、才能に恵まれた故の傲慢やエリート意識が強い者が多く、職員も対応に苦慮。基本的に自分たち以外の者を全て下に見る傾向がある。
入学当初、柿崎由良理を代表として1年のみによる独立自治機関絢爛会を組織。現生徒会に対してクーデターを試みるも、あえなく失敗した。

## 漫画

### hp版
小説挿絵を担当している佐藤利幸が作画を担当した漫画作品。メイン連載は小説1巻に相当するストーリーを漫画化。なお、連載前史として電撃系出版物購読層のファンを対象とした通販限定冊子『電撃h』および『電撃hpa』に掲載された短編が存在しており、同じ単行本に収録されているため、これらの短編漫画もhp版として扱われる。
『電撃hp』における本連載は2006年に発刊されたVol.41からVol.45までに亘って行われた。
『電撃h』は2004年9月に発行されており、短編漫画「護クンニマン画デ祝福ヲ!!」が掲載。『電撃hpa』は2005年10月に発行され、同様に短編漫画「護くんに漫画で祝福を!」が掲載された。この2作品の内容は原作にないオリジナルストーリーとなっている。

### マ王版
アニメ化にあわせて『電撃マ王』2007年3月号から2008年8月号までに亘って行われた。正式なタイトルは「護くんに女神の祝福を! a blessing of Venus.」となっている。作画はC-SHOWが担当している。

## 既刊一覧

### 小説
- 岩田洋季（著）・佐藤利幸（イラスト） 『護くんに女神の祝福を！』 メディアワークス〈電撃文庫〉、全12巻
  1. 2003年9月25日初版発行（9月10日発売[7]）、ISBN 4-8402-2455-2
  2. 2003年12月25日初版発行（12月10日発売[8]）、ISBN 4-8402-2544-3
  3. 2004年5月25日初版発行（5月10日発売[9]）、ISBN 4-8402-2685-7
  4. 2004年8月25日初版発行（8月10日発売[10]）、ISBN 4-8402-2757-8
  5. 2004年12月25日初版発行（12月10日発売[11]）、ISBN 4-8402-2882-5
  6. 2005年5月25日初版発行（5月10日発売[12]）、ISBN 4-8402-3047-1
  7. 2005年10月25日初版発行（10月10日発売[13]）、ISBN 4-8402-3176-1
  8. 2006年6月25日初版発行（6月10日発売[14]）、ISBN 4-8402-3446-9
  9. 2006年10月25日初版発行（10月10日発売[15]）、ISBN 4-8402-3584-8
  10. 2007年1月25日初版発行（1月10日発売[16]）、ISBN 978-4-8402-3682-9
  11. 2007年3月25日初版発行（3月10日発売[17]）、ISBN 978-4-8402-3757-4
  12. 2007年8月25日初版発行（8月10日発売[18]）、ISBN 978-4-8402-3931-8
- 岩田洋季（著）・佐藤利幸（イラスト） 『護くんに番外編で祝福を！』 メディアワークス→アスキー・メディアワークス〈電撃文庫〉、全4巻
  1. 2005年3月25日初版発行（3月10日発売[19]）、ISBN 4-8402-2999-6
  2. 2006年1月25日初版発行（1月10日発売[20]）、ISBN 4-8402-3272-5
  3. 2008年1月25日初版発行（1月10日発売[21]）、ISBN 978-4-8402-4144-1
  4. 2009年3月25日初版発行（3月10日発売[22]）、ISBN 978-4-04-867596-3

### 漫画

#### hp版
- 岩田洋季（原作）・佐藤利幸（作画） 『護くんに女神の祝福を！』 メディアワークス〈電撃コミックス〉、2007年3月15日初版発行（2月27日発売[23]）、ISBN 978-4-8402-3792-5

#### マ王版
- 岩田洋季（原作）・佐藤利幸（キャラクター原案）・C-SHOW（作画） 『護くんに女神の祝福を！ a blessing of Venus.』 メディアワークス→アスキー・メディアワークス〈電撃コミックス〉、全2巻
  1. 2007年10月15日初版発行（9月27日発売[24]）、ISBN 978-4-8402-4055-0
  2. 2008年7月26日初版発行（同日発売[25]）、ISBN 978-4-04-867200-9

## テレビアニメ
2006年7月にテレビアニメ化が発表され、同年10月から2007年3月までWOWOW（ノンスクランブル放送）にて放送された。
内容は小説をベースにしたオリジナルストーリーで、小説におけるシリアスなエピソードは一部を除いてほぼ省かれている。アニメの内容につき原作者（小説作者）の岩田は、小説あとがきにて「ドタバタコメディとしては原作より断然おもしろい!」と評価している。

### スタッフ
- 原作 - 岩田洋季[3]
- キャラクター原案 - 佐藤利幸[3]
- 監督 - 川崎逸朗[3]
- シリーズ構成 - 岡田麿里[3]
- キャラクターデザイン - 高品有桂[3]
- メカニカルデザイン - 常木志伸[3]
- ビジュアルディレクター - 新田靖成[3]
- 美術監督 - 宮本実生[3]
- 色彩設定 - 加藤良高[3]
- 撮影監督 - 近藤靖尚[3]
- 編集 - 平木大輔[3]
- 音響監督 - 岩浪美和[3]
- 音楽 - 上松範康[3]
- プロデューサー - 立崎孝史[3]、和田敦[3]、鈴木路子[3]、中村則子[3]、武智恒雄[3]、松林正人[3]、川崎とも子[3]
- 制作プロデューサー - 橋本和典
- アニメーション制作 - ゼクシズ[3]
- 製作 - ビアトリス製作委員会[3]

### 主題歌
オープニングテーマ
「MA・MO・RU!」（第2話 - 第23話）
作詞 - Bee' / 作曲 - 上松範康 / 編曲 - 藤田淳平 / 歌 - 富田麻帆
※第24話はエンディングテーマとして使用。

エンディングテーマ
「Venus Dream」（第1話 - 第23話）
作詞 - Bee' / 作曲・編曲 - 西村麻聡 / 歌 - 佐藤ひろ美

挿入歌
「男道」（第8話）
作詞・作曲・編曲 - 生徒会男子一同 / 歌 - 押忍義&秘胃子
「粉雪舞い降る公園で」（第12話・第24話）
作詞 - Bee' / 作曲 - 上松範康 / 編曲 - 藤間仁 / 歌 - 富田麻帆

劇中歌
「乙女心はザッハトルテ」（第10話）
作詞 - Bee' / 作曲 - 菊田大介 / 歌 - エメレンツィア
※『不思議少女ヤクトパンターちゃん』のオープニングテーマ。
「海ほたるの夜」（第10話）
作詞 - 桑原永江 / 作曲 - 上松範康 / 歌 - 鷹栖絢子

### 各話リスト
| 話数 | サブタイトル                 | 脚本     | 絵コンテ   | 演出              | 作画監督                                 |
| ---- | ---------------------------- | -------- | ---------- | ----------------- | ---------------------------------------- |
| 1    | 恋するビアトリス             | 岡田麿里 | 川崎逸朗   | 山本天志          | 伊部由起子                               |
| 2    | アストラル・ファイア奪還作戦 | 岡田麿里 | 川崎逸朗   | 畠山茂樹          | 織岐一寛 氏家嘉宏                        |
| 3    | 青春のかくれんぼ             | 岡田麿里 | 川崎逸朗   | 粟井重紀          | 高乗陽子 重松晋一                        |
| 4    | 私だけの王子様               | 根元歳三 | 川崎逸朗   | 徳本善信          | KIM SOON-YEON                            |
| 5    | こころを重ねて               | 山田由香 | 川崎逸朗   | 粟井重紀          | LEE HO-JIK KIM SOON-YEON                 |
| 6    | 氷の少女                     | 岡田麿里 | 川崎逸朗   | 浜崎賢一          | 中本尚子 さのえり                        |
| 7    | あなたに捧げる…              | 岡田麿里 | 川崎逸朗   | 山本天志          | 伊部由起子                               |
| 8    | 湯煙パニック!                | 根元歳三 | 酒井和男   | 酒井和男          | 神本兼利 茂木信二郎                      |
| 9    | おにいちゃんといっしょ       | 山田由香 | 川崎逸朗   | 畠山茂樹          | 氏家嘉宏 KIM SOON-YEON                   |
| 10   | めざせ！ジョシコウセイ!?     | 山田由香 | 山本天志   | 山本天志          | 野口孝行 高乗陽子                        |
| 11   | 吉村護ろめろめ作戦!          | 根元歳三 | 小島多美子 | 徳本善信          | KIM SOON-YEON 鳥宏明                     |
| 12   | ビアトリス・クリスマス       | 岡田麿里 | 川崎逸朗   | 内田祐司          | 粟井重紀                                 |
| 13   | 魔王あらわる!                | 根元歳三 | 川崎逸朗   | 岡村正弘          | 中本尚子 さのえり                        |
| 14   | 絢子さんの恋人               | 岡田麿里 | 川崎逸朗   | 畠山茂樹          | 重松晋一 茂木信二郎                      |
| 15   | 世界一えくせれんとな髪の毛   | 山田由香 | 小島多美子 | 高山秀樹          | PARK SANG-JIN                            |
| 16   | 参上、暴れ総理!?             | 根元歳三 | 川崎逸朗   | 小島多美子        | KIM SOON-YEON 織岐一寛 氏家嘉宏 渡辺穏寛 |
| 17   | 南の島の注意報               | 根元歳三 | 山本天志   | 山本天志          | 橋本英樹 高乗陽子                        |
| 18   | 嵐の中で                     | 根元歳三 | 川崎逸朗   | 泉明宏            | 粟井重紀                                 |
| 19   | 火花散る散るバレンタイン     | 山田由香 | 岡村正弘   | 岡村正弘          | 鳥宏明 谷川亮介                          |
| 20   | ビアトリス消失!?             | 山田由香 | 金﨑貴臣   | 金﨑貴臣          | 細越裕治 茂木信二郎                      |
| 21   | 遠くへ行っちゃ、やだ         | 岡田麿里 | 小島多美子 | 徳本善信          | 中本尚子 さのえり                        |
| 22   | 原初への帰還                 | 岡田麿里 | 小島多美子 | 山内東生雄        | KIM HAE-SOOK                             |
| 23   | 無敵な二人                   | 岡田麿里 | 川崎逸朗   | 畠山茂樹          | 織岐一寛 鳥宏明                          |
| 24   | 護くんに女神の祝福を!        | 岡田麿里 | 川崎逸朗   | 山本天志 小林哲也 | 高品有桂 橋本英樹 渡辺穏寛               |

### 関連番組
護くんにネットラジオで祝福を!
WOWOWによるネットラジオサイト「AZステーション」で2006年10月6日より隔週金曜に配信されていたポッドキャスティングにも対応したインターネットラジオ番組。メインパーソナリティーは鷹栖絢子役の高橋美佳子で回変わりでゲストパーソナリティーが登場、最終回のみ木村亜希子と真田アサミをメインパーソナリティーとし高橋がゲストパーソナリティーとなる。
1. ゲストパーソナリティー：木村亜希子（吉村護 役）/ゲスト：富田麻帆
2. ゲストパーソナリティー：小野大輔（周藤摩耶 役）/ゲスト：川崎逸朗
3. ゲストパーソナリティー：能登麻美子（周藤汐音 役）
4. ゲストパーソナリティー：真田アサミ（エメレンツィア 役）/ゲスト：佐藤ひろ美
5. ゲストパーソナリティー：千葉紗子（藤田美月 役）/ゲスト：シリーズ構成　岡田麿里　監督　川崎逸朗　
6. ゲストパーソナリティー：猪口有佳（長谷杏奈 役）
7. （公開録音）ゲストパーソナリティー：清水愛（吉村逸美 役）/ゲスト：木村亜希子（吉村護 役）　小野大輔（周藤摩耶 役）　友情出演：木村拓（我孫子恒夫 役）
8. ゲストパーソナリティー：大畑伸太郎（八木浩介 役）
9. ゲストパーソナリティー：大浦冬華（桐島瑤子 役）
10. ゲストパーソナリティー：木村拓（我孫子恒夫 役）
11. ゲストパーソナリティー：楠大典（菊川宗司 役）
12. ゲストパーソナリティー：こやまきみこ（丸山友香 役）
13. ゲストパーソナリティー：生天目仁美（銀のマリア 役）/ゲスト：川崎逸朗
14. （最終回）パーソナリティー：木村亜希子（吉村護 役）真田アサミ（エメレンツィア 役）/ゲストパーソナリティー：高橋美佳子（鷹栖絢子 役）/ゲスト：大畑伸太郎（八木浩介 役）川崎逸朗